# 羅貝爾·德·索邦
羅貝爾·德·索邦（法語：Robert de Sorbon，法語發音：[ʁɔbɛʁ də sɔʁbɔ̃]；1201年10月9日—1274年8月15日），法國神學家，曾擔任法王路易九世的私人神職人員。他是索邦學院的創建者。

## 生平
出生於索邦（位於現今的阿登省），家中貧寒，因此進入教會。他曾在蘭斯與巴黎受教育，因為信仰虔誠，得到法王路易九世的賞識而進入皇室服務。1251年前後，成為康布雷的法政牧師。1258年，被任命為巴黎的法政牧師，成為法王私人的告解神父。
1253年前後，索邦開始開班授課。1257年，建立了索邦之家（Maison de Sorbonne），讓20位出身貧窮的學生，有機會受教育，學習神學。這也成為索邦學院的前身。1259年，得到法王路易九世的贊助，以及教皇亞歷山大四世的背書，正式建立索邦學院。索邦學院很快就成為巴黎教育的中心，至1274年過世之前，索邦一直擔任索邦學院的校長，在此教授神學，以及為人祈禱。